# Terapia de ressincronização cardíaca

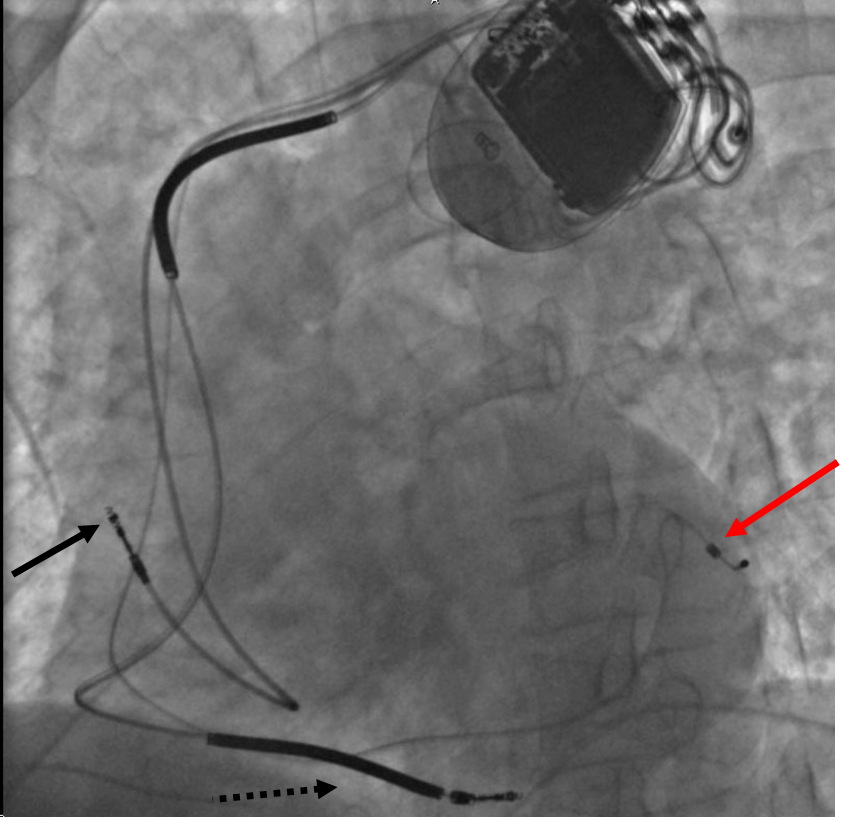
Dispositivo implantado para terapia de ressincroniação cardíaca

A terapia de ressincronização cardíaca (ing. Cardiac Resynchronization Therapy, CRT) - é um tratamento da ,  insuficiência cardíaca congestiva, que envolve o implante de eletrodos no coração para "cardioestimular" de forma sincrônica ambos ventrículos. Em alguns casos, também é possível estimular apenas o ventrículo esquerdo. 
Na insuficiência cardíaca avançada, esse implante é utilizado para tratar um distúrbio da estimulação do ventrículo esquerdo (como dessincronia na contração). No eletrocardiograma, este fenômeno é acompanhado por ampliação do complexo QRS, sendo a origem de tal modificação, em muitos casos, o bloqueio do ramo esquerdo do feixe.
Outros nomes: estimulação de ressincronização, a estimulação de dupla câmara A assincronia sistólica entre os ventrículos esquerdo e o direito leva à contração antecipada do septo em relação à parede lateral do ventrículo esquerdo, o que dificulta o enchimento durante a diástole. Sendo assim, tal  assincronia diminui o volume de ejeção sistólico.
O uso de terapia de ressincronização cardíaca em pacientes com insuficiência cardíaca avançada melhora qualidade de vida dos pacientes e diminui o grau de severidade da doença (medido pela classificação da New York Heart Association).
Uma diretriz de 2007 da Sociedade Europeia de Cardiologia (ESC)  reforça o valor da terapia de ressincronização cardíaca biventricular para tratamento de pacientes com insuficiência cardíaca avançada (classe NYHA III / IV), com redução dos sintomas e da mortalidade.